# 내일 없는 왼손잡이
"내일 없는 왼손잡이"는 1970년 공개된 대한민국의 영화이다.

## 배역
- 최무룡
- 문희
- 장동휘
- 김희라